# Ab Hommerson
Albertus Adrianus Gijsbertus (Ab) Hommerson, ook bekend onder de naam Kappie, (Culemborg, 10 november 1905 - Overveen, 23 februari 1944) was een Nederlandse verzetsstrijder in de Tweede Wereldoorlog. Hij was actief in een tweetal knokploegen, werd in januari 1944 opgepakt en de volgende maand gefusilleerd. 

## Levensloop
Hommerson was het tweede kind in een gezin van vijf. Op het moment dat de Tweede Wereldoorlog uitbrak werkte Hommerson als eerste stuurman bij de Curacaose Stoomvaart Maatschappij. Hij was net met groot verlof en kon het land niet meer verlaten.
Samen met zijn broer Adri Hommerson en hun vriend Henri Baudet wilde hij naar Engeland ontsnappen. Hun eerste poging was in het voorjaar van 1941. Deze mislukte, omdat hun bootje daags voor vertrek uit de haven van Katwijk verdween. Hun tweede overtocht zou vanuit Zeeland gaan. Deze poging mislukte omdat de Duitsers ineens alle kreken hadden afgesloten. Vervolgens vond hij werk als klerk in de koepelgevangenis in Arnhem. Daar hielp Hommerson de politieke gevangene W. van Apeldoorn te ontsnappen.
Begin 1943 sloten Ab Hommerson en zijn broer Adri zich aan bij de knokploeg Gelderse Vallei die onder leiding stond van Dirk van der Voort. Beide broers deden mee aan overvallen op de distributiekantoren van Woudenberg en Scherpenzeel en op een distributietransport tussen Barneveld en Scherpenzeel. Na de arrestatie van Van der Voort in oktober 1943 viel de knokploeg uit elkaar. Een poging om hem te bevrijden uit de Arnhemse Koepelgevangenis liep op niets uit.
Samen met broer Ben sloot Hommerson zich aan bij de verzetsgroep Koog-Purmerend. Op 9 november 1943 gaf hij leiding aan de overval op het politiebureau en distributiekantoor van Oegstgeest, waarbij onder andere veertienduizend bonkaarten en 283 blanco persoonsbewijzen werden buitgemaakt. Op 11 januari 1944 nam hij deel aan een overval op het postkantoor van Purmerend.
Herman Gerssen was lid van de verzetsgroep en probeerde aan wapens te komen. Hij kwam daarbij in contact met de begrafenisondernemer Cornelis van Bree die voor de Sicherheitsdienst werkte. Gerssen werd samen met Willem van de Kamp aangehouden. Van de Kamp sloeg door, waarna het grootste deel van de verzetsgroep werd opgerold.
Hommerson werd op 23 januari 1944 gearresteerd op zijn onderduikadres in Renswoude. Hij had net besloten weer actief te worden voor de knokploeg van Van der Voort, die ontsnapt was uit Kamp Vught. Adri Hommerson ontsprong de dans. Op 23 februari 1944 werd Hommerson samen met zes andere leden en helpers van de verzetsgroep geëxecuteerd in de duinen van Overveen. De andere slachtoffers waren Harm Gerssen, Willem van de Kamp, Joep Heijdra, Jan Eshuijs, Cornelis Koetsier en Gerhardus Docter.